# Kvačany (Liptovský Mikuláš)
Kvačany es un municipio del distrito de Liptovský Mikuláš en la región de Žilina, Eslovaquia, con una población estimada a final del año 2024 de 553 habitantes.
Se encuentra ubicado al sureste de la región, cerca del curso alto del río Váh (cuenca hidrográfica del Danubio), de los montes Tatras y de la frontera con Polonia y las regiones de Prešov y Banská Bystrica.

## Demografía
| Año        | 1994 | 2004    | 2014    | 2024    |
| ---------- | ---- | ------- | ------- | ------- |
| Población  | 573  | 555     | 567     | 553     |
| Diferencia |      | −3,14 % | +2,16 % | −2,46 % |

| Año        | 2023 | 2024    |
| ---------- | ---- | ------- |
| Población  | 549  | 553     |
| Diferencia |      | +0,72 % |